# A Haunting
A Haunting är en amerikansk TV-serie om paranormala fenomen som visades första gången oktober 2005 till november 2007 på Discovery Channel.
Avsnitten är dramadokumentärer och innehåller bland annat intervjuer och återskapade rapporterade paranormala händelser på platser som påståtts vara hemsökta.
Serien består av 39 avsnitt i 4 säsonger och har även getts ut på DVD.